# Myriophyllum trachycarpum
Myriophyllum trachycarpum är en slingeväxtart som beskrevs av F. Müll.. Myriophyllum trachycarpum ingår i släktet slingor, och familjen slingeväxter. Inga underarter finns listade i Catalogue of Life.